# People of the World
People of the World è un album di Burning Spear, pubblicato dalla Dynamic Sound Records nel 1986. Il disco fu registrato al Tuff Gong Recording Studios di Kingston, Jamaica e mixato al Sound Idea Studios di New York.

## Tracce
Testi e musiche di Winston Rodney
Lato A
1. People of the World – 4:00
2. I'm Not the Worst – 3:10
3. Seville Land – 2:53
4. Who's the Winner? – 3:50
5. Distant Drum – 4:07

Lato B
1. We Are Going – 4:13
2. This Experience – 4:10
3. Built This City – 3:48
4. No Worry You'self – 3:46
5. Little Love Song – 3:48

## Musicisti
- Winston Rodney - voce, percussioni (funde drums), armonie vocali
- Lenford Richards - chitarra solista
- Anthony Bradshaw - chitarra ritmica, percussioni (funde drums), armonie vocali
- Devon Bradshaw - basso
- Richard Johnson - tastiere
- Pamela Fleming - tromba
- Nilda Richards - trombone
- Jennifer Hill - sassofono
- Nelson Miller - batteria
- Alvin Haughton - percussioni
- Rass Brass - arrangiamenti strumenti a fiato (tranne brani: A4 e B2)

Musicisti aggiunti
- Robbie Lyn - sintetizzatore (expander, yamaha clap)
- Chico Chin - tromba
- Dean Fraser - sassofono
- Nambo Robinson - trombone[1]